# روسكو غوز
روسكو غوز (بالإنجليزية: Roscoe Goose)‏ هو فارس أمريكي، ولد في 21 يناير 1891 في لويفيل في الولايات المتحدة، وتوفي في 11 يونيو 1971.